# Pseudouroctonus moyeri
Espèce
Pseudouroctonus moyeri est une espèce de scorpions de la famille des Vaejovidae.

## Distribution
Cette espèce est endémique d'Arizona aux États-Unis. Elle se rencontre dans le comté de Graham dans les monts Pinaleño.

## Description
La femelle holotype mesure 36,65 mm, les mâles mesurent de 31,25 à 34,75 mm et les femelles de 31,55 à 37,05 mm.

## Étymologie
Cette espèce est nommée en l'honneur de Ryan Moyer.

## Publication originale
- Ayrey, Kovařík & Myers, 2021 : « A new species of Pseudouroctonus from the Pinaleño Mountains, southern Arizona (Scorpiones: Vaejovidae). » Euscorpius, no 338, p. 1-12 (texte intégral).